# Morellia atrisquama
Morellia atrisquama är en tvåvingeart som beskrevs av Malloch 1935. Morellia atrisquama ingår i släktet Morellia och familjen husflugor. Inga underarter finns listade i Catalogue of Life.